# Jennifer Goldsack
Jennifer Goldsack (ur. 12 lipca 1982 w Wimbledon) – amerykańska wioślarka.

## Osiągnięcia
- Mistrzostwa Świata – Gifu 2005 – dwójka podwójna wagi lekkiej – 8. miejsce[1].
- Mistrzostwa Świata – Monachium 2007 – jedynka wagi lekkiej – 2. miejsce[1].
- Igrzyska Olimpijskie – Pekin 2008 – dwójka podwójna wagi lekkiej – 10. miejsce[1].